# Мисюля, Евгений Николаевич
Евгений Николаевич Мисюля (род. 13 марта 1964, Гродно) — советский и белорусский легкоатлет (спортивная ходьба), чемпион и призёр чемпионатов СССР, призёр чемпионатов Европы и мира, призёр Кубков Европы и мира, участник летних Олимпийский игр 1988 года в Сеуле, 1996 года в Атланте и 2004 года в Афинах, рекордсмен мира, мастер спорта СССР международного класса, Заслуженный мастер спорта Республики Беларусь (1995).

## Биография
В 1979 году увлёкся бегом. В 1983 году переключился на спортивную ходьбу. Его первым тренером был И. Шевченко. Выступал за клуб «Трудовые Резервы» (Минск). Член сборной команды СССР в 1985—1991 годах. С 1993 года выступал за сборную Белоруссии. В 1989 году на чемпионате СССР установил мировой рекорд в ходьбе на 20 км (1:18.54), став первым человеком, прошедшим эту дистанцию быстрее 1 часа 20 минут. Чемпион СНГ в ходьбе на 20 км (1:19.03).
На Олимпиаде 1988 года на дистанции 20 км был 27-м (1:24.39). В 1996 году в Атланте на той же дистанции занял 9-е место (1:21.16), а в ходьбе на 50 км сошёл с дистанции. На Олимпиаде 2004 года в Афинах на дистанции 20 км занял 19-е место (1:25.10).
Оставил большой спорт в 2004 году после выступления на Олимпиаде.
Жена — Наталья Дмитроченко (род. 1966), выступавшая в спортивной ходьбе на Олимпийских играх 1996 и 2000 годов.

## Выступления на чемпионатах СССР
- Чемпионат СССР по лёгкой атлетике 1986 года:
  - Спортивная ходьба на 20 километров —  (1:23.53);
- Зимний чемпионат СССР по спортивной ходьбе 1986 года:
  - Спортивная ходьба на 30 километров —  (2:07.40);
- Чемпионат СССР по лёгкой атлетике 1988 года:
  - Спортивная ходьба на 20 километров —  (1:19.16);
- Зимний чемпионат СССР по спортивной ходьбе 1988 года:
  - Спортивная ходьба на 30 километров —  (2:08.40,2);
- Чемпионат СССР по лёгкой атлетике 1989 года:
  - Спортивная ходьба на 20 километров —  (1:18.54);
- Чемпионат СССР по лёгкой атлетике в помещении 1989 года:
  - Спортивная ходьба на 5000 метров —  (18.56,10);
- Лёгкая атлетика на летней Спартакиаде народов СССР 1991 года:
  - Спортивная ходьба на 20 километров —  (1:19.13);